# Gaël Touya
Gaël Touya (Longeville-lès-Metz, 23 ottobre 1973) è uno schermidore francese, specializzato nella sciabola. Ha vinto una medaglia d'oro nella scherma ai Giochi olimpici.
Proviene da una famiglia di sportivi. Il padre è stato vice presidente della Fédération française d'escrime, ed è il fratello di Anne-Lise Touya e di Damien Touya.